# Crookston Castle

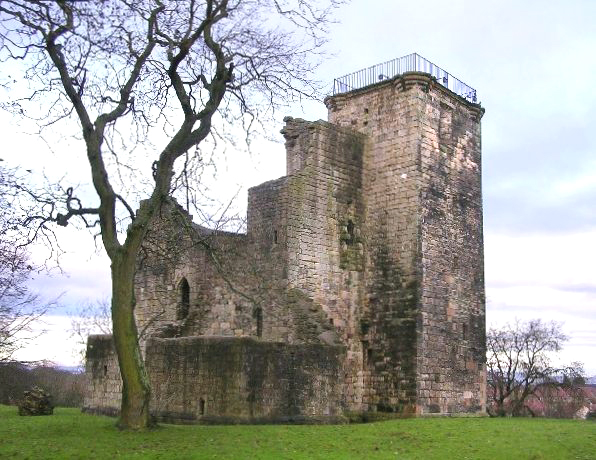
Crookston Castle 2005

Crookston Castle ist eine Burgruine im südwestlichen Viertel Pollok der schottischen Stadt Glasgow. Die Ruine liegt etwa acht Kilometer südwestlich des Stadtzentrums und fünf Kilometer östlich von Paisley über dem Levern Water, kurz vor dessen Mündung in das White Cart Water.

## Geschichte
Crookston Castle ist von einem ringförmigen Verteidigungsgraben umgeben, der im 12. Jahrhundert angelegt wurde, als Sir Robert de Croc, nach dem auch Crookston benannt wurde, eine Burg aus Holz und Erde erbauten ließ. Man entdeckte auch Überreste einer 1180 von De Croc gestifteten Kapelle. Auch fand man Beweise für die Existenz einer noch früheren Befestigung an derselben Stelle. Das Anwesen Crookston kaufte 1330 Sir Alan Stewart, dann fiel es 1361 an Sir John Stewart of Darnley. Die Stewarts of Darnley ersetzten die frühe Burg um 1400 durch das bis heute erhaltene Steingebäude.
1489 rebellierte der Earl of Lennox aus der Familie Stewart gegen König Jakob IV. König Jakob antwortete darauf, indem er die Kanone Mons Meg aus Edinburgh bringen und die Burg beschießen ließ. Er zerstörte damit praktisch ihre gesamte Westseite, was ihm eine schnelle Übergabe sicherte. 1544 wurde die Burg von James Hamilton, 2. Earl of Arran, und Kardinal David Beaton belagert und eingenommen, während der damalige Earl of Lennox Glasgow Castle verteidigte. Damals galt Crookston Castle als Hauptsitz der Earls of Lennox.
Der bekannteste der Stewarts aus Darnley war Henry Stuart, Lord Darnley, der zweite Gatte von Maria Stuart. Vermutlich verlobte sich das Paar auf Crookston Castle unter einer Eibe. Die Eibe wurde 1816 gefällt und ein Modell von Crookston Castle, das heute in Pollock House ausgestellt ist, wurde aus ihrem Holz geschnitzt. 1572 wurde Crookston Castle an einen anderen Stewart, Charles Stuart, 1. Earl of Lennox, verlehnt.
1703 verkaufte der Duke of Lennox die Burg an den Duke of Montrose und sie blieb bis 1757 in der Familie, als William Graham, 2. Duke of Montrose, sie an Maxwells aus Pollok verkaufte. Nachdem die Burg viele Jahre lang unbewohnt war, ließen die Maxwells sie 1847 anlässlich des Besuchs von Königin Victoria in Glasgow teilweise restaurieren. 1931 wurde Crookston Castle das erste Anwesen, das der National Trust for Scotland erwarb. Sir John Maxwell, 10. Baronet, Gründungsmitglied des Trusts und sein erster Vizepräsident, brachte die Burg darin ein. Heute gilt Crookston Castle als Scheduled Monument. Historic Scotland ist für den Unterhalt verantwortlich.

## Architektur
Crookston Castle liegt auf einem natürlichen Hügel und wird durch den frühen Ringgraben, den man heute noch sehen kann, hervorgehoben. Auf der Nordseite führt ein steiler Hang hinunter zum Levern Water. Die Burg hat einen rechteckigen Hauptblock, der durch einen Turm an jeder Ecke verstärkt wurde. So hatte sie einen unregelmäßigen, X-förmigen Grundriss, eine unübliche Anordnung, die man sonst noch beim Hermitage Castle findet. Nur noch der Nordostturm ist in voller Höhe erhalten, ebenso das Fundament des Südostturms. Die beiden westlichen Türme wurden im 15. Jahrhundert zerstört und nie wieder aufgebaut. Reparaturarbeiten im 19. Jahrhundert verdeckten sogar alle Spuren dieser Türme. Der Hauptblock der Burg bedeckt eine Grundfläche von etwa 19 Metern × 12 Metern; die Mauern sind bis zu 3,7 Meter dick. Der Nordostturm hat eine Grundfläche von etwa 6 Metern × 6 Metern.
Der Eingang zur Burg liegt auf der Nordseite, anschließend an den Nordostturm. Er ist durch ein Fallgatter und zwei Türen geschützt. Eine gerade Mauertreppe führt auf der rechten Seite nach oben, während es geradeaus in das Erdgeschoss mit Tonnengewölbe, Fensterschlitzen und einem Brunnen geht. Der Rittersaal lag im 1. Obergeschoss und hatte ebenfalls eine Gewölbedecke, die bis zu 8,3 Meter hoch war. Eine gerade Treppe mit Absatz in der Südostecke vermittelte den Zugang zu einem weiteren Geschoss über dem Rittersaal und zu den oberen Räumen in den östlichen Türmen. Die Türme hatten einen Raum pro Geschoss. Im Erdgeschoss des Nordostturms befand sich ein Gefängnis, das man nur von oben erreichen konnte. Die vier Stockwerke des Turms kann man über moderne Eisenleitern erreichen. Das Dach bietet einen eindrucksvollen Ausblick. Das Dach des Nordostturms wurde im 19. Jahrhundert einschließlich der Konsolen ebenfalls umgebaut.

## In der Literatur
Die Dichter Robert Burns, William Motherwell und Robert Tannahill haben die Burg in ihren Werken erwähnt, wogegen Walter Scott in seiner Novelle Der Abt von 1820 angab, Maria Stuart hätte die Schlacht von Langside von einem Platz unterhalb der Eibe beobachtet, obwohl das Gelände dies unmöglich macht.